# Dump

dump (به معنای روبرداری) برنامه‌ای در سیستم‌عاملهای یونیکس است که برای تهیه نسخه پشتیبان از سیستم فایل ها استفاده می‌شود. دامپ در سطح بلاک‌های هارد دیسک و پایینتر از مفاهیم انتزاعی سیستم فایل مانند فایل ها و دایرکتوری ها عمل می‌کند و درباره آن‌ها چیزی نمی‌داند. دامپ به یکباره از کل سیستم فایل نسخه پشتیبان تهیه می‌کند. اگر قرار باشد یکسری از فایل‌ها در نسخه پشتیبان قرار نگیرند، باید پرچمی به نام nodump بر روی آن‌ها تنظیم شود (به کمک برنامه chflags) تا دامپ از آن فایل‌ها صرف نظر کند. دامپ می‌تواند نسخه پشتیبان ایجاد شده را بر روی نوار مغناطیسی یا یک دیسک سخت دیگر ذخیره کند. اما معمولاً خروجی دامپ به کمک لوله‌های یونیکس فشرده شده و سپس از طریق SSH بر روی شبکه ارسال می‌گردد. برای برگرداندن نسخه پشتیبان باید از برنامه دیگری به نام restore استفاده کرد. معمولاً از دامپ به عنوان یکی از بهترین ابزارهای پشتیبان‌گیری یاد می‌شود.
دامپ اولین بار در نسخه ۶ یونیکس معرفی شد.